# 大田区立大森第七中学校
大田区立大森第七中学校（おおたくりつ おおもりだいななちゅうがっこう）とは、東京都大田区南久が原に所在する公立中学校。愛称は『七中（ななちゅう）』

## 沿革
- 1947年
  - 5月3日 - 東調布第一小学校校舎を使用して開校
  - 5月31日 - 校章制定
- 1948年
  - 3月20日 - 第1回卒業式(卒業生23人)
  - 12月22日 - 第1期工事完成(木造二階建て、普通教室10教室)
  - 12月24日 - 田園調布中学校新設、生徒105人移籍
- 1949年
  - 3月8日 - 校歌制定
- 1956年
  - 4月6日 - 東調布中学校新設、教職員17人、生徒518人移籍
- 1957年
  - 10月15日 - 体育館兼講堂完成
- 1965年
  - 9月2日 - プール完成
- 1967年
  - 8月15日 - 第1校庭と第2校庭を結ぶ歩道橋完成
- 2005年
  - 2月22日 - 大田区研究奨励校研究発表会開催
- 2007年
  - 2月13日 - 大田区教育課題推進校(小中連携)研究・実践報告会開催
  - 10月12日 - 開校60周年記念式典挙行
- 2013年
  - 11月14日 - 大田区研究推進校研究発表会開催(言語活動)
- 2015年
  - 1月 - 平成30年度からの全面改築決定
- 2017年
  - 9月3日 - 開校70周年記念式典挙行
- 2018年
  - 10月10日 - 全面改築に伴い仮設校舎へ移転

- 2021年
  - 3月 - 仮設校舎取り壊し開始
  - 4月～ - 新校舎へ全面移転

## 交通アクセス
- 最寄り駅は東急池上線久が原駅から徒歩5分。

## 著名な出身者
- Fukase -ミュージシャン（SEKAI NO OWARI）
- Nakajin -ミュージシャン（SEKAI NO OWARI）
- Saori -ミュージシャン（SEKAI NO OWARI）
- 植田まさし -漫画家（代表作「コボちゃん」）
- 薬師寺泰蔵 -政治学者
- 依田司 -気象予報士
- 田口良一 -プロボクサー（元WBA・IBF世界ライトフライ級統一王者）
- KUSHIDA -プロレスラー（WWE・NXT所属、IWGPジュニアヘビー級王座 5回（第68、71、73、75、77代））
- 村田雄介 -漫画家（代表作「ワンパンマン」「アイシールド21」）
- 勝田和宏 -テレビ朝日報道記者、元アナウンサー
- 川口雅代 - シンガーソングライター、女優、リポーター、ジャーナリスト
- -政治学者
- LF-ミュージシャン (THE CHERRY COKE$)
- フェニックス-お笑い芸人（ガーリィレコード）、YouTuber